# Reginald Walter Maudslay
Reginald Walter Maudslay (Paddington, 1º settembre 1871 – Marylebone, 14 dicembre 1934) è stato un ingegnere e imprenditore inglese, fondatore della Standard Motor Company.

## Biografia
Nacque a Paddington, figlio di Athol Edward Maudslay, "gentleman", e Kate, figlia di Sir Thomas Lucas, fondatore di una grande azienda edile.
Maudslay fu educato alla St David's School a Moffat, in Scozia, e successivamente al Marlborough College. Dopo la scuola frequentò la Crystal Palace School of Engineering, seguendo il corso di ingegneria civile di Sir John Wolfe-Barry, durante il quale seguì lavori come quello dei moli Barry Docks. Maudslay abbandonò la carriera nell'ingegneria civile nel 1902, e con il supporto finanziario di Wolfe-Barry si spostò a Coventry, dove affittò una piccola officina; il cugino, Cyril Maudslay, fu il direttore della nuova Maudslay Motor Company. Nel 1903 Reginald Maudslay stabilì la sede della Standard Motor Company in Much Park Street. Impossibilitato ad utilizzare il nome di famiglia per l'azienda, sembra che Maudslay adottasse il nome "Standard" ispirato dallo stendardo (in inglese standard) di stile romano che campeggiava nel salotto della sua casa.
Nel 1914 la Standard Motor Company divenne pubblica, per circa 50000 £. Produzione e vendite salirono e raggiunsero le 750 vetture all'anno. Maudslay fu considerato progettista molto abile, e reputato di essere l'inventore della scocca ad entrata laterale come la conosciamo oggi sui veicoli automobilistici, ma dopo la prima guerra mondiale il suo contributo alla Standard è "difficile da stabilire". Si appoggiò notevolmente ai talenti ingegneristici di altri progettisti come John Budge e più tardi John Black, che nel 1933 divenne direttore con Maudslay. L'entusiasmo di Maudslay per il mercato di esportazione compromise le finanze dell'azienda durante gli anni venti, in particolare nel 1927, dopo che un possibile grosso ordine dall'Australia, sul quale era stata rivolta la maggioranza della produzione dell'azienda, non si concretizzò.
Maudslay sposò Susan Gwendolen, nata Herbert, il 30 gennaio 1908; ebbero due figli e una figlia. Poco è conosciuto della sua vita privata, ma "si guadagnò la reputazione di gentiluomo di campagna, che aveva l'abitudine di ispezionare il reparto officina vestendo un cappello da cacciatore e soprabito corrispondente". Contemporanei dicono di lui "ingegnere della vecchia scuola che trovò difficile adattare le sue idee alle novità del primo dopo guerra".
Morì a Marylebone il 14 dicembre 1934 dopo una breve malattia.